# Candaar (província)
A província de Candaar (ou Candar; em pastó e em persa: کندهار ou قندهار, transl. Qandahār; em inglês: Kandahar) é uma subdivisão administrativa do Afeganistão. Está situada no sul do país e sua capital é a cidade de homónima.

## Distritos
A província é composta de 17 distritos:
- Arghandab
- Arghistan
- Daman
- Ghorak
- Khakrez
- Maruf
- Maywand
- Panjwayi
- Raigistan
- Shah Wali Kot
- Shorabak
- Spin Boldak
- Dand
- Miyannasheen
- Takhtapool
- Zhari
- Naish